# هومي هون
مسلسل درامي اجتماعي كوميدي سوري، أنتج عام 2004. أخرجه الفنان باسم ياخور و هو العمل الإخراجي الوحيد للممثل باسم ياخور وحل ضيفاً فيه في العديد من الحلقات. وهو من بطولة سلمى المصري ومها المصري وشكران مرتجى وباسم عيسى (ممثل) و الفنان أحمد الأحمد (ممثل) و حسن عويتي و ديمة قندلفت و الفنانة سلافة عويشق

## القصة
المسلسل مكون من 40 حلقة و كل حلقات المسلسل منفصلة وجميلة و لا تخلو من الكوميديا، تدور قصته حول عائلة (الأغاباشي) و هي من أرقى العوائل في دمشق و أشهرها التي تتكون من 3 أخوات و حفيد واحد الأخوات هن «ثريا خانوم» (سلمى المصري)، وهي الأخت الكبرى، يهابها الجميع وتحاول دائماً أن تحافظ وترفع مقام وسمعة العائلة و تفتخر بوالدها فخري الأغاباشي و لا تقبل بأي شي أي ذات رأس يابس؛ و الأخت الثانية «كرام خانوم» (مها المصري)هي الأخت الوسطى في العائلة و الرقيقة و الحساسة و هي مغرمة بدكتور بهجت الذي جسد دوره الفنان حسن عويتي و هي لا تستطيع ان تقول رأيها وقراراتها في وجود أختها الكبرى ثريا خانوم أيضاً هي والدة فخري طالب الطب جسد دوره باسم عيسى (ممثل) ؛  المتفوق و سُمي على أسم جده فخري الأغاباشي و هو عالم شهير و فاضل و جميع من في دمشق يهابوه و يفتخرن بناتهُ به و الأخت الصغرى هي«صباح خانوم» (شكران مرتجى) هي الأخت الصغرى في العائلة والتي أيضاً لا رأي لها في شؤون وقرارات العائلة بعد ثريا خانوم. شارك أيضاً الفنان باسم عيسى بدور (فخري) وهو طالب يدرس الطب و هو مرح و مشاغب وابن (كرام خانوم)، والفنان أحمد الأحمد الذي جسد دور (فيديل) وهو الطالب الذي يدرس المسرح والمستأجر غرفة في بيت هذه العائلة و هو الرأس المدبر لكل المصائب و الفنانة ديمة قندلفت و هي مشتركة معهم في المصائب و يشكلون سوياً ثلاثي مرح و مشاغب و مدبر لجميع المصائب و قد أضافوا الروح للمسلسل و هي تكون حفيدة الدكتور بهجت
من ضيوف العمل الفنان حسن عويتي بدور (الدكتور بهجت) وهو جار العائلة، الفنانة ديمة قندلفت بدور (مايا) وهي حفيدة الدكتور بهجت وتدرس الأدب الأنجليزي، الفنانة سلافة عويشق بدور (جاكلين خانوم) وهي الصديقة النمامة كثيرة الكلام التي يتجنب أفراد العائلة الحديث أمامها.
تدور كل حلقة في مسلسل هومي هون حول موضوع مختلف مثلاً الحلقة الثالثة تدور حول رعب الليل مع الكوميديا و لا تخلو الحلقات من كوميديا عائلة الأغاباشي و في أغلب الحلقات يوجد ضيوف مثلاً في الحلقة العاشرة حّل الفنان حسام تحسين بيك كـ ضيف متقدم لخطبة صباح خانوم و أسمه إياد مّما أثار سخرية ثريا خانوم و إستهزائها بأسمه مع عمره الستيني.